# Staudtia kamerunensis
Espèce
Classification APG III (2009)
Staudtia kamerunensis,  qui a pour noms vernaculaires niové, ou encore arbre à pagaies en français, est un arbre de la famille des Myristicaceae, présent du Nigeria jusqu’en Ouganda, ainsi que jusqu’en République démocratique du Congo, en Zambie et au Cabinda en Angola. L’arbre est très répandu au Cameroun, au Congo et au Gabon. On le trouve dans les forêts sempervirentes denses, jusqu’à une altitude de 1 350 mètres, et il est commun dans les forêts galeries et les forêts secondaires.

## Description
StatureL’arbre peut atteindre 35 à 40 mètres de haut. Il présente un fût cylindrique sans branches sur 25 mètres, relativement droit, avec un diamètre de maximum 110 cm.
Bois et écorceL’écorce est rugueuse, de couleur gris rougeâtre ou cannelle, et se desquame en morceaux arrondis, orange. Le bois de cœur est de couleur brun jaunâtre. C’est un bois lourd et durable, au grain fin, avec un aspect régulier.
FeuillesLes feuilles sont entières, alternes et simples.
Fleurs et fruitsLes inflorescences contiennent 10 à 50 fleurs unisexuées et régulières. Le fruit, de couleur jaune ou cannelle, fait 2-5 cm sur 1,5-4,5 cm, et renferme 1 seule graine. Celle-ci fait 1-2 cm de long et a une couleur brun foncé.

## Utilisation
Usages médicinauxEn médecine traditionnelle, une décoction d’écorce se boit pour traiter la dysenterie, soigner les plaies, et soulager la toux, notamment.
Usages alimentaires et culinairesL’arille du fruit est comestible. Dans l’ouest du Cameroun, une soupe est cuisinée à partir de l’écorce.
Usages domestiques, artisanaux et industrielsLe bois est utilisé en parqueterie, en menuiserie, en ébénisterie, entre autres. Au Gabon, le bois sert à la fabrication de pagaies notamment. Il est également utilisé comme bois de feu. À partir des graines, une pommade est fabriquée, servant à traiter la gale.